# International Standard Name Identifier

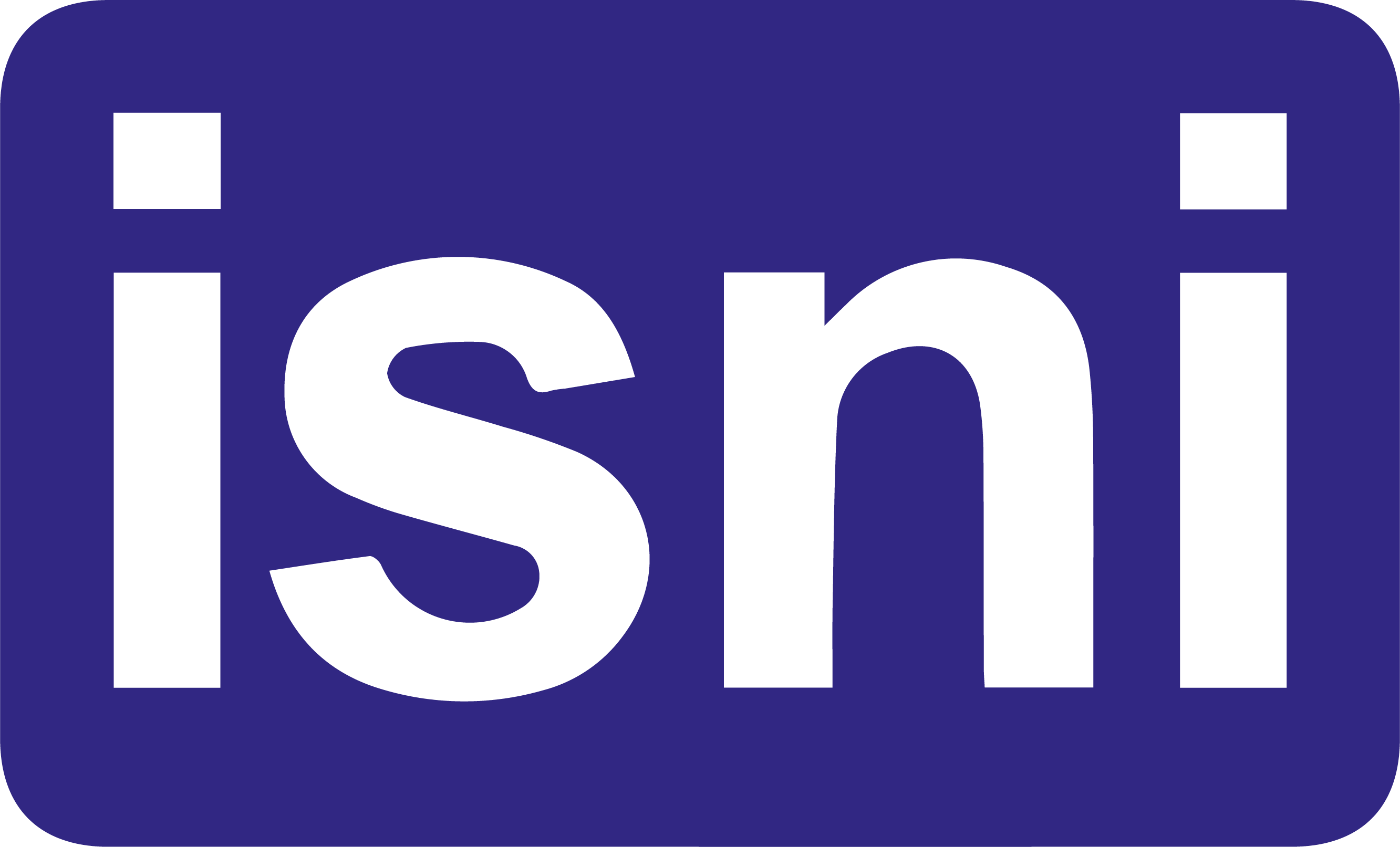
Logo du Code international normalisé des noms.

Le Code international normalisé des noms (ISNI, de l'anglais : International Standard Name Identifier) est un système permettant d'identifier de manière unique les identités publiques des contributeurs  médias tels que les livres, les programmes de télévision et les articles de journaux etc. Un tel identifiant est composé de 16 chiffres. Il peut éventuellement être affiché divisé en quatre blocs.
L'ISNI peut être utilisé pour lever l'ambiguïté des entités nommées qui pourraient autrement être confondues (homonymes), et relie les données sur les noms qui sont collectées et utilisées dans tous les secteurs des industries des médias.
Il est développé sous les auspices de l'Organisation internationale de normalisation (ISO) et publié en 2012 sous le numéro ISO 27729. La norme en vigueur a été publiée le 15 mars 2012. Le comité technique 46, sous-comité 9 de l'ISO (TC 46/SC 9) est responsable de l’élaboration de cette norme.

## Format ISNI
La FAQ du site isni.org indique qu'« un ISNI est composé de 16 chiffres, le dernier caractère étant un caractère de contrôle ». L'ISNI se compose de 15 chiffres suivis d'un caractère de contrôle. Le caractère de contrôle peut être soit un chiffre décimal, soit le caractère « X ». Le caractère de contrôle est calculé à l'aide des 15 chiffres décimaux précédents à l'aide de l'algorithme ISO/IEC 7064, MOD11-2.

## Usage de l'ISNI
Un numéro ISNI comporte 15 chiffres plus une clé de contrôle finale, ce qui permet au total un million de milliards (1015) d'identifiants possibles. Seuls une dizaine de millions (soit un cent millionième ou 0,000 000 01 %) ont été attribués (fin 2017).
L'ISNI permet à une entité (nom, pseudonyme, raison commerciale d'un éditeur…) d'être identifiée par un numéro unique. Ce numéro peut être lié à d'autres identifiants concernant des noms ou d'autres entités.
Un exemple d’utilisation d’un tel numéro est l’identification d’un interprète musical qui est également auteur de musique et de poèmes. Bien qu'il puisse être identifié dans diverses bases de données utilisant de nombreux systèmes d'identification privés et publics,.
Dans le cadre du système ISNI, il disposerait d'un identifiant unique universel . Les nombreuses bases de données différentes peuvent alors échanger des données sur cette identité particulière sans recourir à des méthodes compliquées telles que la comparaison de chaînes de texte. 
En l'absence, il est difficile, d'identifier de manière sûre un nom comme François Martin. Il peut y avoir de nombreuses entrées homonymes ou proches, sans que l'on puisse distinguer celle réellement concernée.
Si un auteur a publié sous plusieurs noms ou pseudonymes différents, chacun de ces noms recevra son propre ISNI.
L'ISNI peut être utilisé par les bibliothèques et les archives lors du partage d'informations de catalogue ; pour une recherche plus précise d'informations en ligne et dans les bases de données, et il peut aider à la gestion des droits au-delà des frontières nationales et dans l'environnement numérique.

## ORCID
Les identifiants ORCID (Open Researcher and Contributor ID) sont constitués d'un bloc réservé d'identifiants ISNI pour les chercheurs universitaires  et administrés par une organisation distincte. Les chercheurs individuels peuvent créer et revendiquer leur propre identifiant ORCID. Les deux organisations coordonnent leurs efforts, à travers des projets tels que « ODIN » (ORCID et DataCite Interoperability Network).

## Organisations impliquées dans la gestion

### Autorité d'enregistrement ISNI
L'ISNI est dirigé par une « agence internationale » (International Agency), connue sous le nom de ISNI-IA. Cette instance est immatriculée au Royaume-Uni sous la forme d'un organisme à but non lucratif fondé par un consortium comprenant la Confédération internationale des sociétés d'auteurs et compositeurs (CISAC), la Conference of European National Librarians (CENL), l'International Federation of Reproduction Rights Organisations (IFRRO), l'International Performers Database Association (IPDA), l'Online Computer Library Center (OCLC) et ProQuest. Il est géré par des directeurs nommés par ces organisations et, dans le cas du CENL, par des représentants de la Bibliothèque nationale de France et de la British Library.

### Agences d'enregistrement ISNI
Une agence d'enregistrement fournit l'interface entre les candidats ISNI et l'agence d'attribution ISNI.
| Name (as on ISNI-IA website)                                                                                 | Depuis | Relation      |
| --- | ------ | ------------- |
| AETIS (Online Platform for Intellectual Property protection)                                                 |        |               |
| AIIMCC (Asociación Intercontinental Independiente Multidisciplinaria de Creadores y Creativos, A.C.)         |        |               |
| Bibliographic Data Services                                                                                  |        |               |
| Bibliothèque et Archives Nationales du Québec (BAnQ)                                                         |        | Canada        |
| BnF (Bibliothèque nationale de France)                                                                       | 2014   | France        |
| Bibliothèque nationale de Luxembourg                                                                         |        | Luxembourg    |
| Bodleian Library, University of Oxford                                                                       |        |               |
| British Library                                                                                              |        | Royaume-Uni   |
| Câmara Brasileira do livro (CBL)                                                                             |        |               |
| Cambridge University Library                                                                                 |        |               |
| Casalini Libri                                                                                               |        | Italie        |
| China Knowledge Centre for Engineering Sciences and Technology (CKCEST)                                      |        | Chine         |
| Consolidated Independent (CI)                                                                                |        | Royaume-Uni   |
| Dilicom |        |               |
| FGEE (Federación de Gremios de Editores de España)                                                           |        | Espagne       |
| ICCU (Istituto Centrale per il Catalogo Unico della Biblioteche Italiane per le informazioni bibliografiche) |        | Italie        |
| Intellectual Property Office of the Philippines (IPOPHL)                                                     |        | Philippines   |
| Koninklijke Bibliotheek                                                                                      |        | Pays-Bas      |
| KBR (Royal Library of Belgium)                                                                               |        | Belgique      |
| Library of Trinity College Dublin, University of Dublin                                                      |        |               |
| MétaMusique                                                                                                  |        |               |
| Muso.AI |        |               |
| MVB |        | Allemagne     |
| National Assembly Library of Korea                                                                           |        | Corée du Sud  |
| National Library of Finland                                                                                  |        | Finlande      |
| National Library of Korea                                                                                    |        | Corée du Sud  |
| National Library of Norway                                                                                   |        |               |
| National Library of Poland                                                                                   |        | Pologne       |
| National Library of Scotland                                                                                 |        |               |
| National Library of Wales                                                                                    |        |               |
| Orfium |        |               |
| Program for Cooperative Cataloging (PCC)                                                                     |        |               |
| Quansic |        | Suisse        |
| Republic of Türkiye Ministry of Culture and Tourism                                                          |        |               |
| Ringgold |        | International |
| Rovix Inc.                                                                                                   |        |               |
| Sound Credit/ Soundways                                                                                      |        | Etats-Unis    |
| SPARWK |        |               |
| Switchchord                                                                                                  |        |               |
| Takwene | 2021   | MENA          |
| Warner Music Group (WMG)                                                                                     |        |               |
| World Intellectual Property Organization                                                                     | 2024   | International |
| YouTube | 2018,  | international |

En janvier 2018, YouTube est devenu un registre ISNI et a annoncé son intention de commencer à créer des identifiants ISNI pour les musiciens dont il présente les vidéos. L'ISNI prévoit que le nombre d'identifiants ISNI « augmentera peut-être de 3 à 5 millions au cours des deux prochaines années » en conséquence.
En 2020, Sound Credit, en collaboration avec l'ISNI, a annoncé que les enregistrements ISNI de l'industrie musicale étaient gratuits et automatisés. Le système d'inscription gratuit fait partie de la création de profil utilisateur Sound Credit, utilisé par son système plus large de crédit musical. Il comprend une recherche automatisée pour éviter les doublons ISNI et un certificat généré par le système d'enregistrement Sound Credit pour officialiser les ISNI nouvellement enregistrés.
En 2024, l’OMPI est devenue une agence d’enregistrement ISNI, permettant à son réseau d’organisations de gestion collective du monde entier d’attribuer des identifiants ISNI aux créateurs. Grâce à cette intégration, l’OMPI vise à faciliter l’attribution d’identifiants uniques à un large éventail de créateurs, notamment des musiciens, des écrivains et d’autres professionnels artistiques. Cette initiative a pour but d’améliorer la découvrabilité et l’attribution des œuvres créatives à l’échelle mondiale,,.

### Membres de l'ISNI
Membres de l'ISNI (membres de l'ISNI-IA) au  18 janvier 2025 :
- ABES (Agence Bibliographique Française pour l'Enseignement Supérieur)
- Apple
- BookNet Canada
- Éditions Brill
- CEDRO (Centro Español de Derechos Reprográficos)
- FCCN
- Archives nationales de France (Archives nationales de France)
- Université de Harvard
- École supérieure d'Amsterdam
- Hogeschool van Arnhem à Nimègue
- Agence irlandaise de gestion des droits d'auteur (ICLA)
- Centre international de l'ISSN
- Bibliothèque du Congrès
- Université de Maastricht
- Méta4Livres
- Bibliothèque nationale de Nouvelle-Zélande
- Bibliothèque nationale de Suède (Kungliga Biblioteket)
- Institut néerlandais pour le son et l'image
- Services de licences d'éditeur
- Université Radboud
- Université royale de Groningue
- Scribd
- Spotify
- Université technique d'Eindhoven
- Université de Leyde
- Université d'Amsterdam
- Université de Twente
- Université d'Utrecht
- Université Libre d'Amsterdam
- Université et centre de recherche de Wageningen

## Affectation ISNI
L'ISNI-IA fait fonctionner un système d'attribution des identifiants incluant une interface utilisateur, un schéma de données, un algorithme de désambiguïsation et une base de données, dans le respect des normes ISO, en utilisant les technologies existantes quand c'est possible. Le système est d'abord fondé sur VIAF développé par l'OCLC pour l'agrégation de catalogues de bibliothèques.
L'accès au système et aux numéros uniques émis est contrôlé par des structures indépendantes, les agences d'enregistrement (Registration Agencies). Ces dernières traitent directement avec les clients en s'assurant que les données sont fournies dans le format approprié et reversant de l'argent à l'ISNI-IA pour payer les frais de maintenance du système. Elles sont choisies par l'ISNI-IA mais gérées de manière entièrement indépendante.

## Couverture ISNI
Le tableau suivant répertorie les chiffres de couverture ISNI pour des millions d'identités de tous types, des millions de personnes, des millions de chercheurs (également inclus dans les personnes) et des organisations.
| Date       | Identities (M) | Individus (M) | Chercheurs (M) | Organisations |
| ---------- | -------------- | ------------- | -------------- | ------------- |
| 2017-08-05 | 9.41           | 8.757         | 2.606          | 654,074       |
| 2018-04-19 | 9.86           | 9.15          | 2.86           | 714,401       |
| 2018-07-11 | 10             | 9.28          | 2.87           | 717,204       |
| 2018-08-13 | 10             | 9.32          | 2.87           | 717,795       |
| 2018-10-17 | 10             | 9.39          | 2.87           | 719,010       |
| 2018-12-05 | 10             | 9.4           | 2.88           | 826,810       |
| 2019-03-11 | 10             | 9.59          | 2.88           | 864,999       |
| 2019-06-21 | 10.5           | 9.6           | 2.88           | 876,017       |
| 2019-11-27 | 10.92          | 10.01         | 2.89           | 908,299       |
| 2020-02-13 | 11.02          | 10.11         | 2.91           | 912,991       |
| 2020-10-20 | 11.51          | 10.45         | 2.91           | 1,062,333     |
| 2021-05-30 | 12.22          | 11.10         | 2.93           | 1,119,480     |
| 2021-11-17 | 14.38          | 12.79         | 2.94           | 1,591,038     |
| 2022-09-01 | 14.7           | 13.11         | 2.97           | 1,645,434     |
| 2022-12-25 | 14.8           | 13.21         | 2.97           | 1,680,892     |
| 2023-05-10 | 15             | 13.3          | 2.98           | 1,705,025     |

## Droits d'auteur
Un sous-ensemble des données est disponible sous CC0.